# Szakai–szenbokui kikötő
A szakai–szenbokui kikötő (堺泉北港) az Oszaka prefektúrában található Szakai város Szakai-ku és Nisi-ku negyedében, illetve Takaisi és Izumiócu városok területén, a Jamato- és az Ocu-folyók között elhelyezkedő kikötő. A japán kikötő-törvény szerint a szakai–szenbokui kikötő egyike Japán huszonhárom kiemelten fontos kikötőjének.

## Kikötőlétesítményei
- Siohama-kikötő: tipikus ipari kikötő, mely vegyszerekre, papírokra és papírpépekre, valamint különböző kőfajtákra szakosodott, 3 horgonyzóhelyből áll, vízmélysége 7 méter[3]
- Ohama-kikötő: kavicsra és homokra szakosodott, 10 horgonyzóhelyből áll, vízmélysége 4,5–10 méter[3]
- Hamadera-kikötő: vontatóhajó-állomás[3]
- Macu no hama-kikötő: acélra és fémhulladékra szakosodott, 10 horgonyzóhelyből áll, vízmélysége 5,5 méter[3]
- Komacu-kikötő: 9 horgonyzóhelyből áll, vízmélysége 5,5–7 méter[3]
- Szukemacu-kikötő: mesterséges sziget, a szakai–szenbokui kikötő első számú kikötője, ahol körülbelül a kikötőbe érkező teheráru 20 százalékát kezelik.[4] 22 horgonyzóhelyből áll, vízmélysége 4,5–12 méter[3]
  - Izumiócui kompkikötő: a Hankyu Ferry kikötője
- Siomi-kikötő: a világ legnagyobb mennyiségű rétegelt lemezét kezelő kikötője, ezek mellett többek között használt személygépjárműveket, acélt, kavicsot és homokot is kezelnek itt. Az ország ezen kategóriákban való exportárujának körülbelül 50 százaléka itt halad át.[4] 21 horgonyzóhelyből áll, vízmélysége 5,5–12 méter[3]
  - Siomi-oki: itt található az Izumiócu Phoenix (泉大津フェニックス?) névre keresztelt 40 000 négyzetméteres szabadtéri rendezvényhelyszín. 1 horgonyzóhelyből áll, vízmélysége 11 méter[3]